# Honda RA108
O RA108 foi o modelo da Honda da temporada de 2008 da Fórmula 1. 
Condutores: Jenson Button e Rubens Barrichello. 
Esse seria o último modelo da Honda, que no final do ano abandonou a categoria e em 2009 foi substituída pela Brawn GP.

## Resultados[1]
(legenda) 
| Ano  | Chassi | Motor           | Pneus | Nº | Pilotos            | 1   | 2   | 3   | 4   | 5   | 6   | 7   | 8   | 9   | 10  | 11  | 12  | 13  | 14  | 15  | 16  | 17  | 18  | Pontos | Posição |  |
| ---- | ------ | --------------- | ----- | -- | ------------------ | --- | --- | --- | --- | --- | --- | --- | --- | --- | --- | --- | --- | --- | --- | --- | --- | --- | --- | ------ | ------- |  |
|      |        |                 |       |    |                    |     |     |     |     |     |     |     |     |     |     |     |     |     |     |     |     |     |     |        |         |  |
|      |        |                 |       |    |                    | AUS | MAL | BHR | ESP | TUR | MON | CAN | FRA | GBR | GER | HUN | EUR | BEL | ITA | SIN | JPN | CHN | BRA |        |         |  |
| 2008 | RA108  | Honda RA808E V8 | B     | 16 | Jenson Button      | Ret | 10  | Ret | 6   | 11  | 11  | 11  | Ret | Ret | 17  | 12  | 13  | 15  | 15  | 9   | 14  | 16  | 13  | 14     | 9°      |  |
| 2008 | RA108  | Honda RA808E V8 | B     | 17 | Rubens Barrichello | DSQ | 13  | 11  | Ret | 14  | 6   | 7   | 14  | 3   | Ret | 16  | 16  | Ret | 17  | Ret | 13  | 11  | 15  | 14     | 9°      |  |